# Don’t Think Twice, It’s All Right
«Don’t Think Twice, It’s All Right» (с англ. — «Дважды не думай, сойдёт») — песня популярного американского певца и поэта Боба Дилана, написанная в 1962-м и выпущенная в 1963 году. Вышла в альбоме The Freewheelin' Bob Dylan, а также на стороне B сингла «Blowin' in the Wind».